# Lumix (DJ)

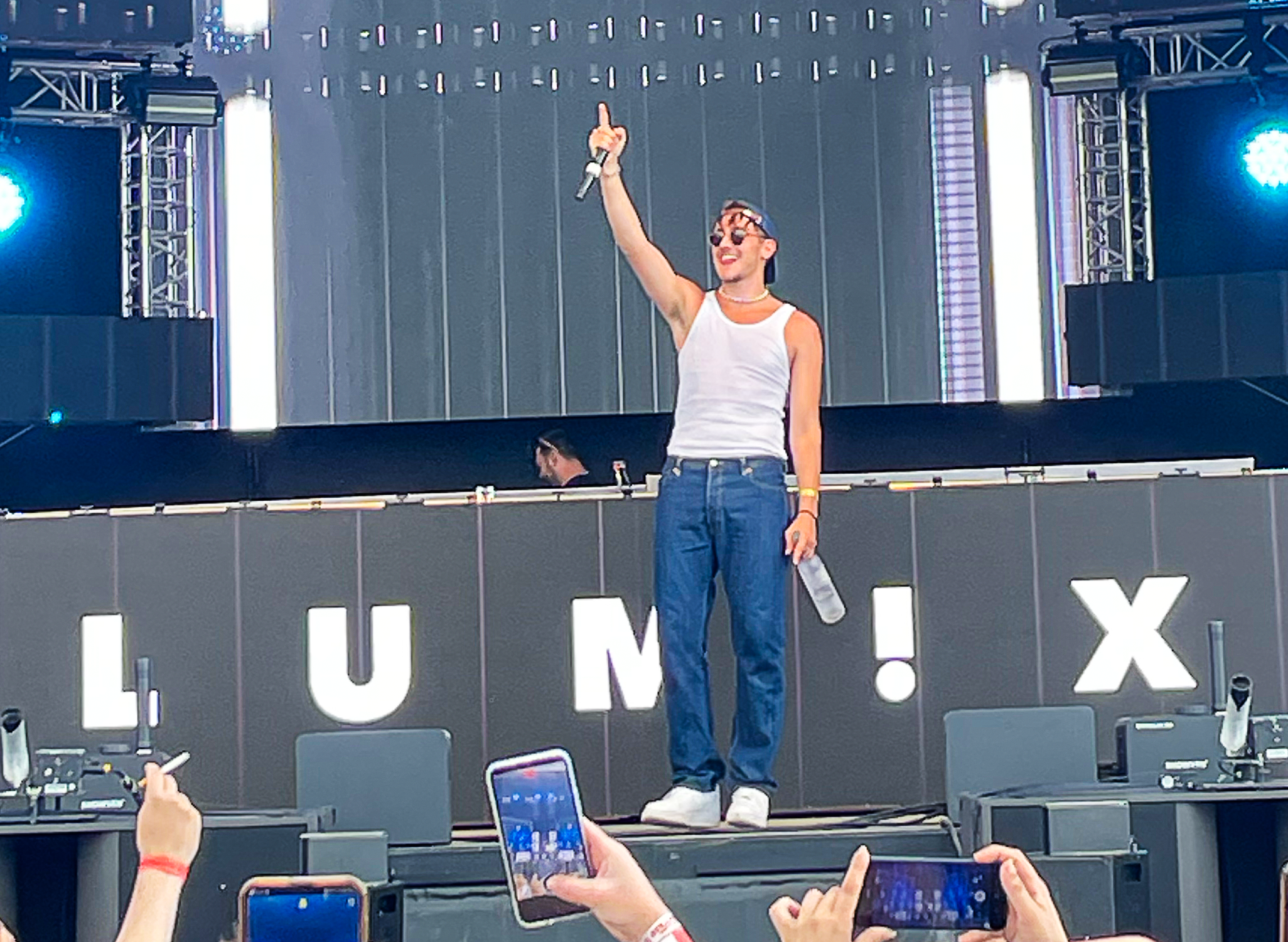
LUM!X beim Strandgut Festival (2023)

Lumix (* 23. Juli 2002 in Rohrbach, bürgerlich Luca Michlmayr), auch LUM!X geschrieben, ist ein österreichisch-italienischer DJ und Musikproduzent. Bekanntheit erlangte er mit der Single Monster, deren Neuaufnahme mit Gabry Ponte sich in mehreren europäischen Singlecharts platzieren konnte.

## Karriere
Luca Michlmayr alias Lumix fing mit 11 Jahren an, selber Musik zu produzieren. Durch das Hochladen von Bootlegs und eigenen Songs auf SoundCloud und YouTube wurde das schwedische Independent-Label und Netzwerk Bounce United auf ihn aufmerksam und nahmen ihn unter Vertrag. Im Mai 2018 veröffentlichte Michlmayr dort seine Debütsingle Underground, die er in Zusammenarbeit mit dem spanischen Musiker Moha produzierte. Anlässlich des Erreichens von 700 Tausend Abonnenten auf dem offiziellen Bounce-United-YouTube-Kanal produzierte er den Song Bounce United (700K). Nur wenige Monate später folgte der Track Bounce United (1 Million), den er zusammen mit Label-Chef Helion sowie Mike Emilio produzierte. Des Weiteren kam mit seiner Interpretation des Liedes Chiraq 2018 des schwedischen Musikers Alfons ein erster offizieller Remix, den er gemeinsam mit Myhr kreierte, heraus.
Anfang 2019 erschienen über das schwedische Label Nelation die Singles Jägermeister und Waiting for Me, die ursprünglich bereits 2017 auf SoundCloud und YouTube veröffentlicht wurden. Nachdem sich sein Bootleg des Liedes Monster von Meg & Dia auf YouTube zu einem viralen Hit entwickelt hatte, mischte er diesen mit dem italienischen Musiker Gabry Ponte neu ab und veröffentlichte die neue Version über Spinnin’ Records als Single. Mit dieser gelang ihm der internationale Durchbruch und er konnte sich daraufhin in mehreren europäischen Singlecharts platzieren. Für über 400.000 verkaufte Einheiten dieser Single in Deutschland erhielt Michlmayr vom Bundesverband Musikindustrie eine Platin-Schallplatte. Mit über 70 Wochen in den deutschen Singlecharts gehört Monster zudem zu den Liedern, die am längsten in den deutschen Singlecharts verweilten.
Im Januar 2020 veröffentlichte er, erneut zusammen mit Ponte sowie Mokaby und D.T.E, die Single The Passenger (LaLaLa), eine Coverversion des gleichnamigen Songs von Iggy Pop, welche sich ebenfalls in den deutschen und österreichischen Singlecharts platzieren konnte und ihm mehrere Schallplattenauszeichnungen einbrachte. Im September 2020 folgte eine dritte Kollaboration mit Ponte, die den Titel Scare Me trug. Hierbei wirkten außerdem der US-amerikanische Produzent KSHMR sowie die Karra mit.
Am 8. Januar 2021 erschien eine Coverversion der englischsprachigen Version des Liedes Major Tom (Coming Home) von Peter Schilling aus dem Jahr 1983, die er gemeinsam mit dem Berliner DJ- und Produzenten-Duo Hyperclap produzierte. Noch im selben Monat veröffentlichte er die Single Annie Are You Ok, die in Zusammenarbeit mit Mio, einem Teil des Duos Broiler sowie Nick Strand von SeeB entstand. Im April 2021 folgte das Lied Secrets, das er gemeinsam mit Sølo produzierte, bevor im Mai 2021 Thunder, die vierte offiziell Kollaboration mit Gabry Ponte erschien, der Michlmayr auch bei den vorhergegangenen Liedern im Studio unterstützte. Thunder konnte an den Erfolg anknüpfen von Monster und Passenger (LaLaLa) anschließen und erreichte die Singlecharts mehrerer Länder sowie zahlreiche Auszeichnungen. Im August 2021 erschien die Single Champion, die als offizielle Hymne der Summer 2021 LEC Playoffs diente. Der Song entstand in Zusammenarbeit mit Orange Inc und Séb Mont. Im Oktober 2021 folgte der Song Trick or Treat, der gemeinsam mit dem Schweizer DJ- und Musikproduzenten-Duo Molow produziert wurde.

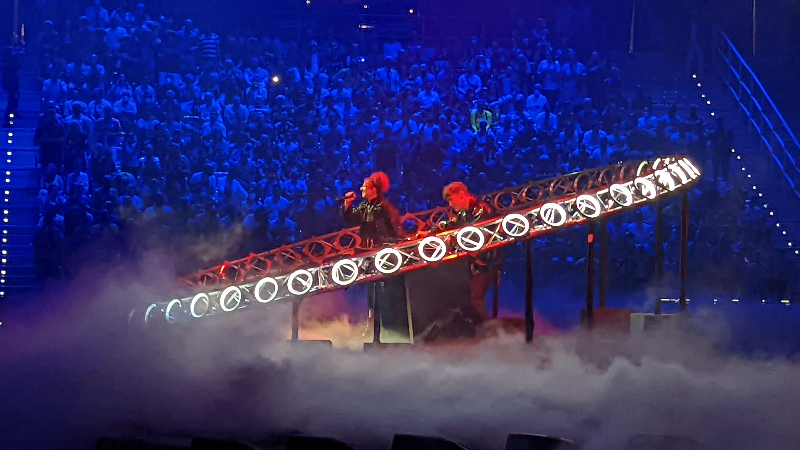
Lumix gemeinsam mit Pia Maria beim Eurovision Song Contest 2022

Lumix nahm zusammen mit der Sängerin Pia Maria mit dem im März 2022 erschienenen Titel Halo für Österreich am Eurovision Song Contest 2022 in Turin teil. Die beiden schafften es nicht, sich im ersten Halbfinale für das Finale zu qualifizieren.

## Persönliches
Michlmayrs Mutter ist Italienerin. Er spricht fließend Italienisch und zog 2020 im Alter von 18 Jahren nach Turin. Nach seinem musikalischen Durchbruch zog er 2021 nach Mailand.

## Diskografie

### Singles
| Jahr | Titel Album              | Höchstplatzierung, Gesamtwochen, AuszeichnungChartplatzierungen (Jahr, Titel, Album, Platzierungen, Wochen, Auszeichnungen, Anmerkungen) | Höchstplatzierung, Gesamtwochen, AuszeichnungChartplatzierungen (Jahr, Titel, Album, Platzierungen, Wochen, Auszeichnungen, Anmerkungen) | Höchstplatzierung, Gesamtwochen, AuszeichnungChartplatzierungen (Jahr, Titel, Album, Platzierungen, Wochen, Auszeichnungen, Anmerkungen) | Anmerkungen                                                                                |
| Jahr | Titel Album              | AT | DE | CH | Anmerkungen                                                                                |
| ---- | ------------------------ | --- | --- | --- | ------------------------------------------------------------------------------------------ |
| 2019 | Monster –                | AT52 ×3Dreifachplatin · (70 Wo.)AT | DE20 ×2Doppelplatin · (80 Wo.)DE | CH55 (25 Wo.)CH | Erstveröffentlichung: 19. April 2019 Verkäufe: + 1.315.000; mit Gabry Ponte                |
| 2020 | The Passenger (LaLaLa) – | AT47 Platin · (17 Wo.)AT | DE58 Gold · (20 Wo.)DE | — | Erstveröffentlichung: 17. Januar 2020 Verkäufe: + 250.000; mit Mokaby, D.T.E & Gabry Ponte |
| 2021 | Thunder –                | AT36 Platin · (37 Wo.)AT | DE79 Gold · (14 Wo.)DE | CH20 (83 Wo.)CH | Erstveröffentlichung: 7. Mai 2021 Verkäufe: + 1.413.333; mit Gabry Ponte & Prezioso        |
| 2022 | Halo –                   | AT6 Platin · (16 Wo.)AT | — | — | Erstveröffentlichung: 11. März 2022 Verkäufe: + 30.000; feat. Pia Maria                    |

Weitere Singles
- 2018: Underground (mit Moha)
- 2018: Bounce United (700k)
- 2018: Bounce United (1 Million) (mit Helion & Mike Emilio)
- 2019: Jägermeister (mit Searz)
- 2019: Waiting for Me (mit Moha)
- 2020: Scare Me (mit Gabry Ponte & KSHMR feat. Karra)
- 2021: Major Tom (mit Hyperclap feat. Peter Schilling)
- 2021: Annie Are You Ok (mit Mio & Nick Strand)
- 2021: Secrets (mit Sølo)
- 2021: Champion (mit Orange Inc & Séb Mont)
- 2021: Trick or Treat (mit Milow)
- 2022: We Could Be Together (mit Gabry Ponte & Daddy DJ)
- 2022: Club Sound
- 2022: Where Do We Go (mit Dvbbs)
- 2022: The Night is Young (mit Tarik Asadi feat. Will Matta)
- 2023: Forget You (mit Gabry Ponte & Alida)
- 2023: Take Me Higher (mit Des3ett & Georgia Meek)
- 2023: Electric Love (mit Lawrent)
- 2023: Burn (mit Seb Mont)
- 2023: Techno Sound
- 2023: Kids Like Us (mit Lucid & Friends)
- 2023: Fireflies (mit Jordayn Rys)
- 2023: Troublemaker (mit Michael Schulte & Paradigm)

Remixe
- 2018: Bulljay feat. Mr. Shammi – Blaze It
- 2018: Alfons – Chiraq 2018 (mit Myhr)
- 2019: R3hab X A Touch of Class – All Around the World (La La La)
- 2019: Tungevaag – Peru
- 2019: Robin Schulz feat. Alida – In Your Eyes
- 2019: Lucas & Steve feat. Haris – Perfect
- 2020: James Blunt – 5 Miles
- 2021: Illenium, Tom DeLonge & Angels & Airwaves – Paper Thin
- 2021: LUM!X, Mio & Nick Strand – Annie Are You Ok
- 2021: A7S – Nirvana (mit Gabry Ponte)
- 2022: Afrojack & Steve Aoki feat. Miss Palmer – No Beef
- 2022: Imanbek & BYOR – Belly Dancer
- 2023: illian & Mount – Man on the Moon
- 2023: Alan Walker & Zak Abel – Endless Summer

## Auszeichnungen für Musikverkäufe
| Silberne Schallplatte - Vereinigtes Königreich - 2024: für die Single Thunder Goldene Schallplatte - Frankreich - 2024: für die Single We Could Be Together - Italien - 2021: für die Single Monster - 2023: für die Single We Could Be Together Platin-Schallplatte - Dänemark - 2022: für die Single Monster - 2022: für die Single Thunder - Polen - 2021: für die Single The Passenger (LaLaLa) - 2022: für die Single Scare Me - Spanien - 2025: für die Single Thunder | 2× Platin-Schallplatte - Italien - 2023: für die Single Thunder - Polen - 2023: für die Single Monster - 2024: für die Single Thunder 3× Platin-Schallplatte - Norwegen - 2023: für die Single Thunder Diamantene Schallplatte - Frankreich - 2023: für die Single Monster - 2023: für die Single Thunder |

Anmerkung: Auszeichnungen in Ländern aus den Charttabellen bzw. Chartboxen sind in ebendiesen zu finden.
| Land/RegionAuszeichnungen für Musikverkäufe (Land/Region, Auszeichnungen, Verkäufe, Quellen) | Silber  | Gold     | Platin       | Diamant     | Verkäufe  | Quellen             |
| -------------------------------------------------------------------------------------------- | ------- | -------- | ------------ | ----------- | --------- | ------------------- |
| Dänemark (IFPI)                                                                              | —       | —        | 2× Platin2   | —           | 180.000   | ifpi.dk             |
| Deutschland (BVMI)                                                                           | —       | 2× Gold2 | 2× Platin2   | —           | 1.200.000 | musikindustrie.de   |
| Frankreich (SNEP)                                                                            | —       | Gold1    | —            | 2× Diamant2 | 766.666   | snepmusique.com     |
| Italien (FIMI)                                                                               | —       | 2× Gold2 | 2× Platin2   | —           | 285.000   | fimi.it             |
| Norwegen (IFPI)                                                                              | —       | —        | 3× Platin3   | —           | 180.000   | ifpi.no             |
| Österreich (IFPI)                                                                            | —       | —        | 6× Platin6   | —           | 180.000   | ifpi.at             |
| Polen (ZPAV)                                                                                 | —       | —        | 6× Platin6   | —           | 270.000   | olis.pl             |
| Spanien (Promusicae)                                                                         | —       | —        | Platin1      | —           | 60.000    | elportaldemusica.es |
| Vereinigtes Königreich (BPI)                                                                 | Silber1 | —        | —            | —           | 200.000   | bpi.co.uk           |
| Insgesamt                                                                                    | Silber1 | 5× Gold5 | 22× Platin22 | 2× Diamant2 |           |                     |

## Auszeichnungen
Amadeus-Verleihung 2023
- Song des Jahres (Halo)[15]
- Electronic / Dance